# Mammuthus columbi

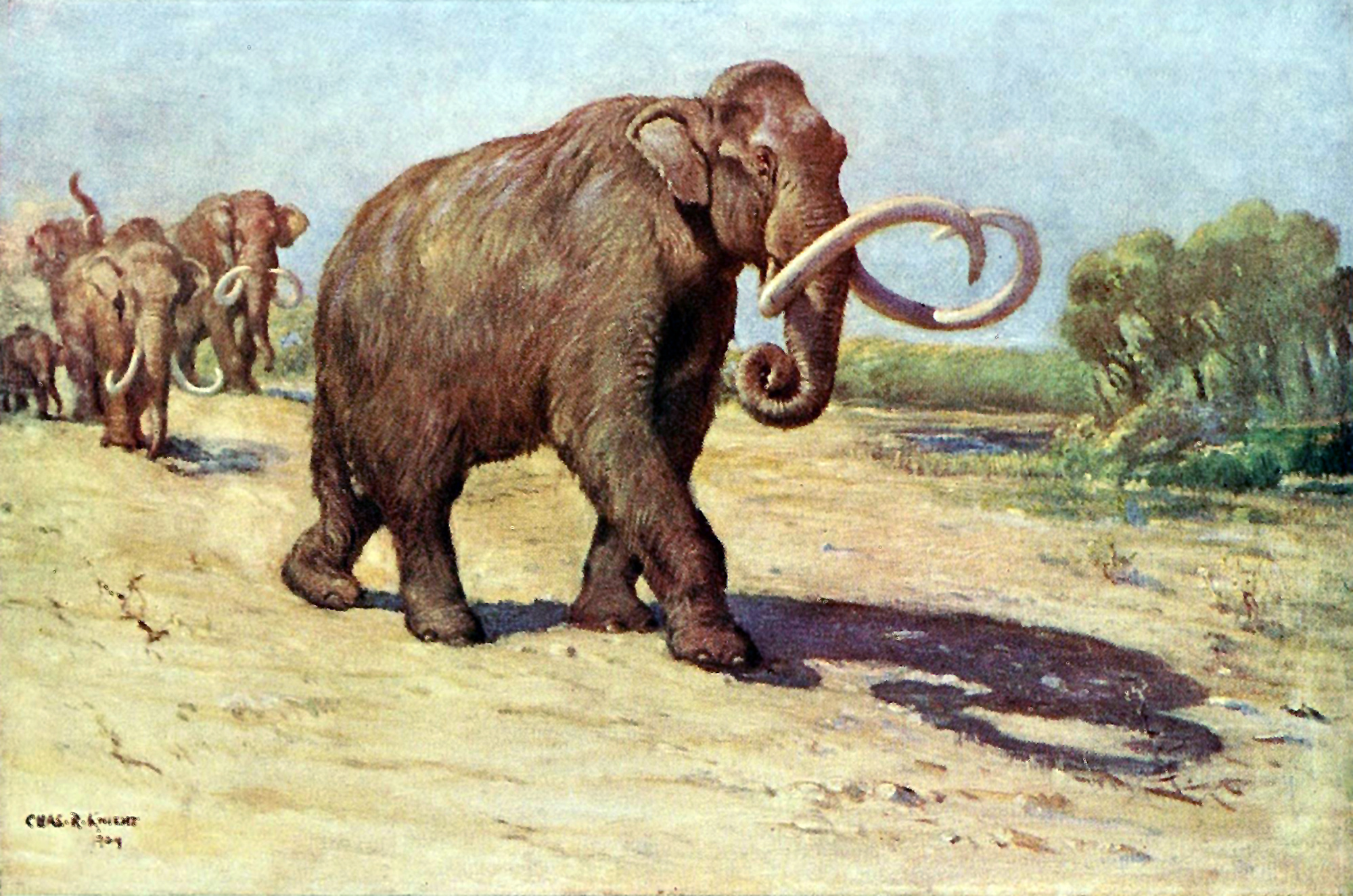
Ricostruzione di Charles R. Knight di mammut columbiano

Il mammut columbiano (Mammuthus columbi Falconer, 1857) è una specie estinta di elefante che visse in Nord America fra i 100.000 ed i 9.000 anni fa. Il nome scientifico deriva dal fatto che era prevalentemente diffuso nel territorio degli odierni Stati Uniti d'America (il cui nome storico è Columbia). Si tratta di una specie esclusivamente americana, che si è evoluta da un antenato che colonizzò il nuovo mondo circa 1,5 milioni di anni fa. In Eurasia, questo stesso antenato si è evoluto separatamente nel mammut lanoso. Alcuni lo ritengono una sottospecie del più grande mammut imperiale, poiché i fossili delle due specie sono spesso trovati nei medesimi siti.

## Morfologia
Questo animale misurava fino a 4,2 m di altezza al garrese ed aveva un peso stimato di 10 tonnellate: questo ne faceva uno dei più grandi proboscidati mai esistiti.

Le sue dimensioni erano maggiori di quelle dell'elefante africano; rispetto a quest'ultimo la schiena era più inclinata in quanto gli arti anteriori erano più lunghi di quelli posteriori.
Questi mammut possedevano enormi zanne ricurve, le più grandi fra tutte le specie di elefanti esistite: il paio di zanne più grande mai ritrovato misura 4,9 m di lunghezza e fu rinvenuto in Texas.

Non è ben chiaro quanto potesse essere folta la pelliccia del mammut columbiano, su questo aspetto gli studiosi sono divisi: alcuni sostengono che aveva una pelliccia estesa su tutto il corpo come il mammut lanoso, ma più rada; invece per altri scienziati solo alcune parti del corpo sarebbero state ricoperte di pelo, come la parte superiore della testa, e che probabilmente come nel caso degli attuali elefanti, la loro pelle sarebbe stata nuda e di color grigiastro.

## Alimentazione
Era un erbivoro che si nutriva di una vasta gamma di piante: dalle erbe alle conifere.

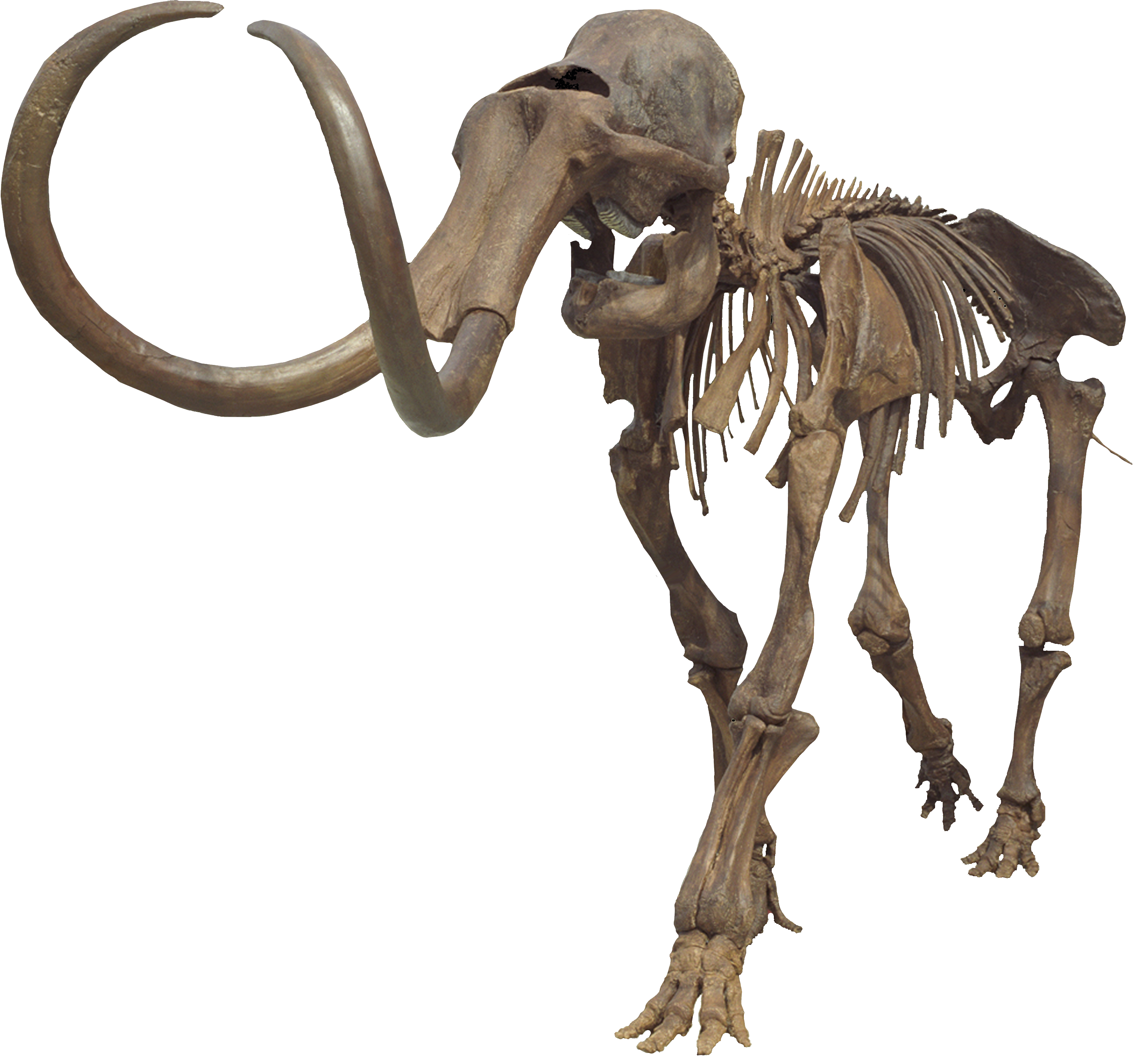
Scheletro di un mammut columbiano

Si è ipotizzato che il mammut columbiano si nutrisse anche dei grossi frutti che crescevano in Nord America a quei tempi, come l'arancia degli Osage, l'alberò del caffè e l'acacia mellifera, visto che non vi erano altri grandi erbivori capaci di ingerire tali frutti a quei tempi.

Da studi sugli elefanti africani, si è ipotizzato che un maschio adulto avrebbe potuto mangiare fino a 320 kg di materia vegetale al giorno.

## Distribuzione e habitat
I mammut columbiani vivevano in una vasta area compresa tra l'attuale Messico e la parte meridionale del Nord America, entro i confini degli odierni USA.
Questo animale era particolarmente diffuso in California (dove numerosi resti sono stati trovati nei laghi di catrame di Rancho La Brea).

Il loro habitat variava dalle vaste praterie aperte fino ai boschi.

## Estinzione
Il mammut columbiano è stata una delle ultime specie della megafauna americana ad estinguersi: numerosi esemplari ritrovati risalgono a 9.000 anni fa.